# Charles Gates junior
Charles Cassius Gates, Jr., auch: Charles C. Gates, Jr., (* 27. Mai 1921 in Denver, Colorado; † 28. August 2005 ebenda) war ein US-amerikanischer Geschäftsmann und Philanthrop.

## Leben
Gates war das fünfte von sechs Kindern der Eltern Hazel und Charles Gates sen. und deren ältester Sohn. Er kam auf dem Rücksitz des Autos, das seine Mutter in Denvers Bear Creek Hospital bringen sollte, unter Mithilfe seines Vaters zur Welt.
Gates studierte Maschinenbau an der renommierten Stanford University. Hier traf er auch June Scowcroft Swaner, die er am 26. November 1943 heiratete. Sie blieben zusammen bis zu Junes Tod im Dezember 2000.
Nach dem Tode seines Vaters wurde Charles Gates jun. 1961 Präsident der Firma The Gates Rubber Company. Der Vater hatte 1911 die Colorado Tire & Leather Company für 3.500 US-$ gekauft und 1919 in The Gates Rubber Company umfirmiert. Sie wurde der weltgrößte Hersteller von Kautschukerzeugnissen, unter anderem Keilriemen für die Automobilindustrie. Gates jun. wandelte die Firma später in die Gates Corporation um. Der nicht an der Börse gehandelte Familienbetrieb wuchs und beschäftigt über 14.000 Mitarbeiter. 1996 verkaufte Gates jun. das Unternehmen für 1,1 Mrd. US-Dollar an das britische Unternehmen Tomkins.
Charles C. Gates jun. engagierte sich nach dem Verkauf hauptsächlich für die 1946 gegründete Gates Family Foundation mit Sitz in Denver. Sie wurde eine der großen gemeinnützigen Privatstiftungen der USA und spendete bis 2005 über 147 Mio. US-$. Gates jun. war in vielen Organisationen tätig, wie der Colorado Outward Bound School, The Nature Conservancy, der Denver Art Museum Foundation und der Graland Country Day School Foundation. Er pflegte Kontakte zur Wirtschaft wie der Federal Reserve Bank of Kansas City, Broken Hill Proprietary, Tejas Gas Corporation sowie dem Conference Board, um Ansprechpartner für seine sozialen Projekte zu finden.
Gates jun. war ein Naturliebhaber, machte Jagd- und Angeltouren in aller Welt und war begeisterter Flugzeug- und Hubschrauberpilot.
Das Forbes Magazine gab 2004 das Privatvermögen Gates’ mit 1,3 Mrd. US-$ an und führte ihn als 215. der Forbes-400-Liste.
Charles Gates jun. starb mit 84 Jahren in seinem Haus in Denver und hinterließ zwei Kinder.